# 17368 Korn
17368 Korn este o planetă minoră (asteroid), cu un diametru de 2,762 km, din centura de asteroizi. A fost descoperită pe 22 august 1979 la Observatorul La Silla de Claes-Ingvar Lagerkvist⁠(d). 
Obiectul prezintă o orbită caracterizată de o semiaxă mare de 2,2705378 UAi, o excentricitate de 0,1226778, o înclinație de 6,40637 ° în raport cu ecliptica.